# Osomatsu-kun: Hachamecha Gekijō
Osomatsu-kun: Hachamecha Gekijō (おそ松くん はちゃめちゃ劇場) est un jeu vidéo de plates-formes sorti en 1988 sur Mega Drive, basé sur le manga Osomatsu-kun. Le jeu a été développé et édité par Sega.